# Ahmed ben Ahmed Maïssari
Ahmed ben Ahmed Maïssari (en arabe : أحمد بن أحمد الميسري), est un homme politique yéménite. Il est ministre de l'Intérieur depuis 2017,.
En avril 2020, il fait partie de douze ministres appelant au remplacement du Premier ministre. Il quitte ses fonctions en décembre de la même année.